# Pfarrkirche Kottes

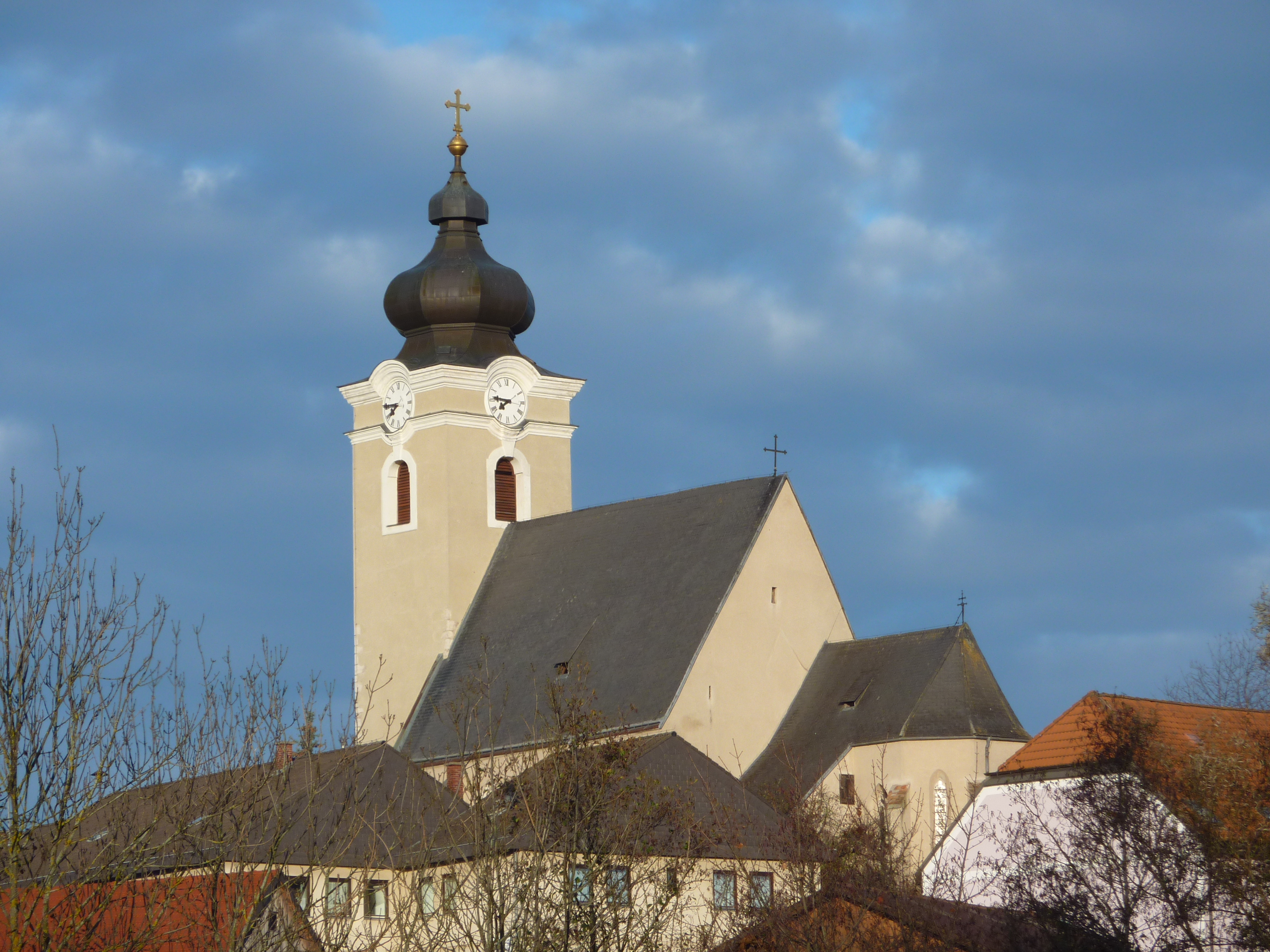
Katholische Pfarrkirche Mariä Himmelfahrt in Kottes

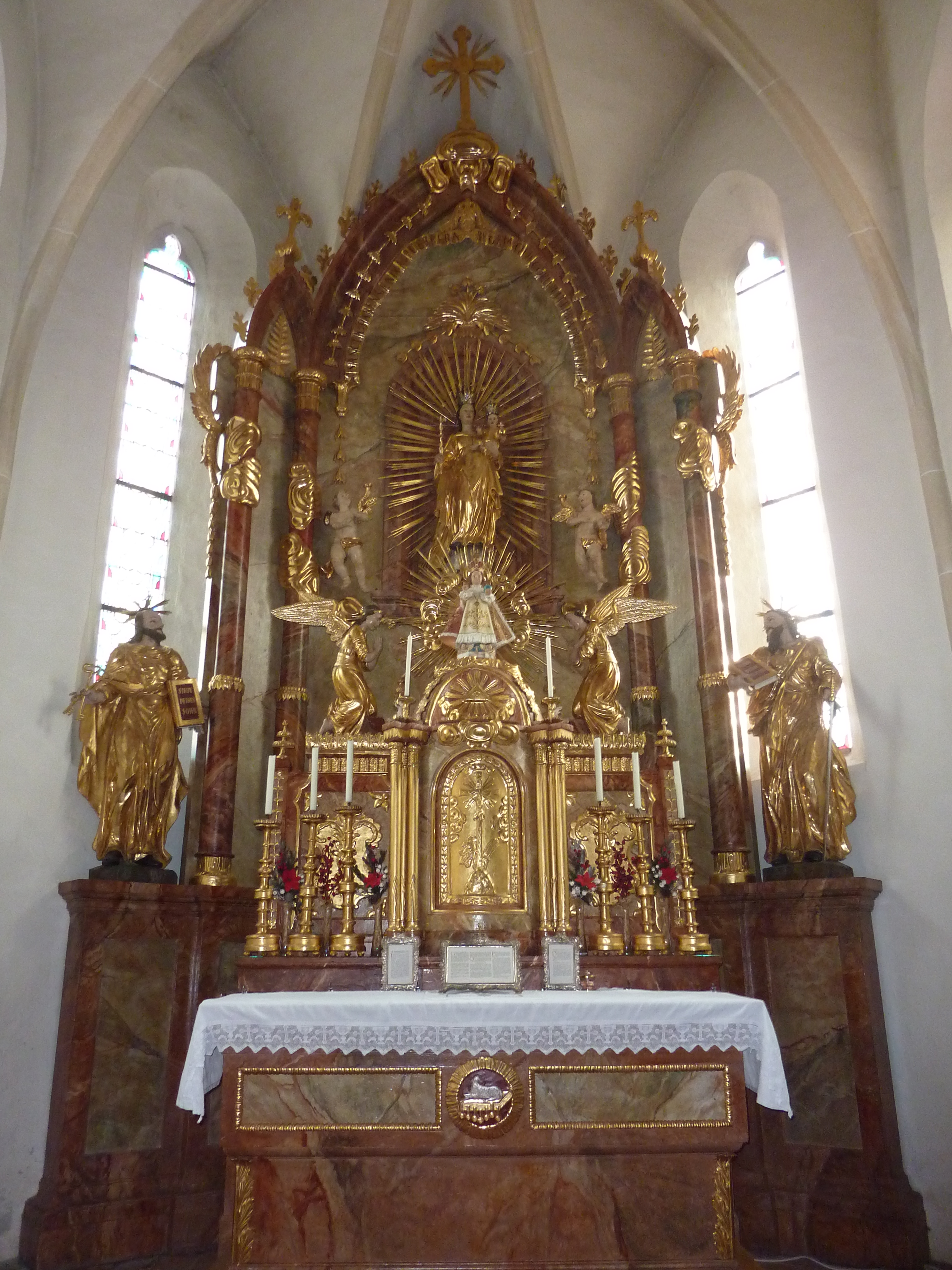
Hochaltar im Chor

Die römisch-katholische Pfarrkirche Kottes (Patrozinium: Mariä Himmelfahrt) ist dem Stift Göttweig inkorporiert und gehört somit zum Dekanat Spitz in der Diözese St. Pölten. Die Kirche steht unter Denkmalschutz (Listeneintrag). Sie steht in erhöhter Lage im Ort Kottes in Niederösterreich. 

## Geschichte
Urkundlich wurde 1124 die Pfarre dem Stift Göttweig inkorporiert.
Der im Kern romanische Kirchenbau wurde in zwei Phasen, in der ersten Hälfte des 14. Jahrhunderts der Chor und der Turmunterbau, im ersten Viertel des 16. Jahrhunderts das Langhaus, gotisch verändert und erhielt ein barockes Turmobergeschoß. 1970 war eine Restaurierung.

## Architektur
Die Kirche ist von der ehemaligen Friedhofsmauer umgeben. An der Kirchhofmauer befindet sich ein barocker Bildstock mit Pilastern und einem geschwungenen profilierten Gesims aus der ersten Hälfte des 18. Jahrhunderts mit der zeitgleichen Figur Johannes Nepomuk.
Kirchenäußeres
Der frühgotische Westturm hat ein profiliertes Spitzbogenportal mit einem Dreipasstympanon, das Glockengeschoß hat rundbogige Schallfenster um 1700 und trägt einen erneuerten Zwiebelhelm aus dem Jahr 1918. Nordseitig am Turm ist ein Stiegenaufgang aus 1837 mit einem Rechteckportal mit profiliertem Steingewände.
Das spätgotische Langhaus zeigt Strebepfeiler mit doppelten Wasserschlägen und teils spätgotische Maßwerkfenster. Südseitig gibt es ein romanisches Rundbogentor mit einer beschlagenen Eisentür und einer Stufenplatte eines ehemaligen frühgotischen Grabsteines mit Stangenkreuz aus dem Anfang des 14. Jahrhunderts mit einer Vorhalle mit Pultdach und einer Rundbogenöffnung.
Der niedrigere frühgotische Chor steht nach Norden schoben angenähert in der Achse des Nordschiffes des zweischiffigen Langhauses, der Fünfachtelschluss hat Strebepfeiler und schmale Dreipassfenster. Im südlichen Chorwinkel steht die rechteckige Sakristei unter einem Pultdach auf den Grundmauern einer ehemaligen romanischen Kapelle, die Grundmauern der Rundapsis wurden 1970 bei der Restaurierung entdeckt und nachher mit Pflastersteinen im Gelände erkennbar gemacht. Nordseitig gibt es einen längsrechteckigen Zubau unter einem Pultdach aus 1862 mit Rundbogenfenstern.
Die Wandmalerei von etwa 1520, restauriert 1970, an der Südseite des Turms zeigt Christophorus.
Nördlich der Kirche befinden sich die Grundmauern und Gruftgewölbe des ehemaligen gotischen rechteckigen Karners mit einem Fünfachtelschluss aus dem 15. Jahrhundert.
Kircheninneres
Die quadratische Turmhalle ist kreuzrippengewölbt mit einem Rosettenschlussstein und bemerkenswert flankiert von dreiteiligen Sitznischen mit frühgotischen Dreipaßbögen. Das spätgotische Langhaus ist eine zweischiffige vierjochige Halle mit Netzrippengewölben auf Achteckpfeilern mit Astwerkdekor an den Sockeln. Das Gewölbe ist im Gewölbe mit 1515 bezeichnet. Die Westempore ist netzrippenunterwölbt und zeigt Wappenschlusssteine. Der spitzbogige Triumphbogen ist chorseitig mit 1514 bezeichnet. Das Chorquadrat mit einem Fünfachtelschluss hat ein Kreuzrippengewölbe auf Rund- und Achtseitdiensten und zeigt in reliefierten Schlusssteinen Adler, Lamm und zwei figurale Konsolen mit Frauenkopf und ein Teufel mit einem Wappen. Die Sakristei hat ein Klostergewölbe um 1840. Die Nordkapelle hat Platzlgewölbe zwischen Gurten.

## Ausstattung
Der Hochaltar um 1807 hat eine bemerkenswerte Mischung aus klassizistischen und gotisierenden Formen als spitzbogiger dreiteiliger Wandaufbau mit schlanken Säulen. Er trägt mittig die Gnadenstatue „Maria Berg im Tale“ als spätbarocke Kopie einer spätgotischen Madonnenfigur, flankiert mit spätbarocken Figuren Peter und Paul. Der Tabernakel hat flankierende Leuchterengel. Eine Glocke ist mit 1774 bezeichnet.
Die Orgel aus dem Jahr 1899 mit einem neugotisches Gehäuse wurde 1980 von Gregor Hradetzky restauriert und mit fünf Registern erweitert.
Die Orgel weist folgende Disposition auf: 
Hauptwerk
- Principal 8′
- Flöte 8′
- Salizional 8′
- Oktave 4′
- Flöte 4′
- Oktave 2′
- Mixtur 2′ 4fach

Rückpositiv
- Gedackt 8′
- Rohrflöte 4′
- Principal 2′
- Sesquialter 2fach
- Cymbal 1′ 3fach

Pedal
- Subbass 16′
- Oktavbass 8′

Koppeln
- I/II
- I/P
- II/P